# Gerichtsbezirk Wolfsberg

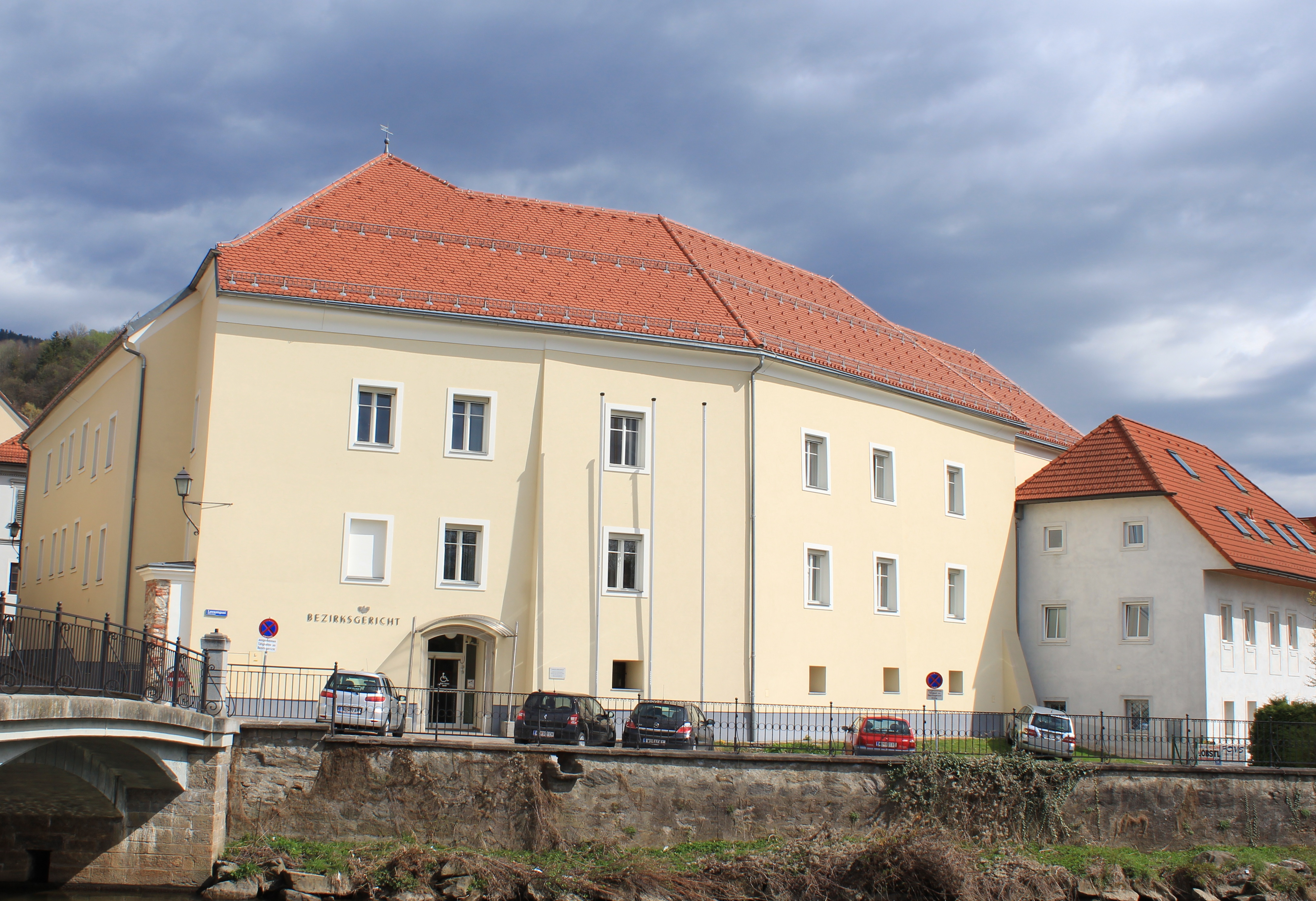
Bezirksgericht Wolfsberg

Der Gerichtsbezirk Wolfsberg ist einer von elf Gerichtsbezirken in Kärnten und ist deckungsgleich mit dem politischen Bezirk Wolfsberg. Der übergeordnete Gerichtshof ist das Landesgericht Klagenfurt.

## Gemeinden

### Städte
- Bad St. Leonhard im Lavanttal (4.265 Ew.)
- Sankt Andrä (9.841)
- Wolfsberg (25.084)

### Marktgemeinden
- Frantschach-Sankt Gertraud (2.428)
- Lavamünd (2.787)
- Reichenfels (1.720)
- Sankt Paul im Lavanttal (3.160)

### Gemeinden
- Preitenegg (895)
- Sankt Georgen im Lavanttal (1.913)

## Geschichte
1977 wurde der Gerichtsbezirk Sankt Paul im Lavanttal (Gemeinden St. Paul im Lavanttal und Lavamünd) aufgelöst und die Gemeinden wurden dem Gerichtsbezirk Wolfsberg zugewiesen.
1978 wurde der Gerichtsbezirk Bad St. Leonhard im Lavanttal (Gemeinden Bad St. Leonhard im Lavanttal, Preitenegg und Reichenfels) aufgelöst und die Gemeinden wurden ebenfalls dem Gerichtsbezirk Wolfsberg zugewiesen.